# Амбарвалия
Амбарвалия (лат. Ambarvalia) ― древнеримский праздник, во время которого проводились ритуалы в честь богини урожая и плодородия Цереры. Проходил 29 мая.
Во время празднования римляне приносили в жертву быка, свинью и овцу, которых перед закланием трижды проводили вокруг поля. Отсюда праздник, как предполагается, и получил свое имя: от ambio ― обхожу кругом и arvum ― поле. Жертва по-латински называлась suovetaurilia. Праздники мог быть как публичным, так и частным. Частные лица, обычно отцы семейства, в сопровождении своих детей и слуг в деревнях и фермах праздновали его за пределами Рима. Публичная Амбарвалия справлялась в границах города, во главе процессии граждан-владельцев земель и виноградников в Риме шли двенадцать арвальских братьев. Шествие сопровождалось молитвами богине. Главным гимном по этому случаю была песня арвальских братьев.
Название «Ambarvalia» представляется преимущественно городским обозначением. Альманахи римских фермеров (menologia rustica) описывают это событие формулировкой «segetes lustrantur» («урожай очищен»). Жозеф Скалигер в своих заметках о Сексте Помпее Фесте отождествляет амбарвалию с праздником амбурбия. Многочисленные другие общины Апеннинского полуострова имели подобные же обряды с разными названиями.